# Israel Kamakawiwoʻole

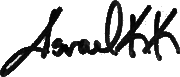
Unterschrift von Israel Kaʻanoʻi Kamakawiwoʻole

Israel „Iz“ Kaʻanoʻi Kamakawiwoʻole ([kamakaʋiwoˈʔole]; * 20. Mai 1959 in Kaimukī auf der Insel Oʻahu, Hawaii; † 26. Juni 1997 in Honolulu, Hawaii) war ein hawaiischer Sänger. Aufmerksamkeit erlangte er vor allem durch das erstmals 1990 erschienene, aber erst in den 2000er Jahren kommerziell erfolgreich gewordene Medley Somewhere over the Rainbow / What a Wonderful World.

## Leben
Israel Kamakawiwoʻole (von Freunden und Fans oft nur „Iz“ genannt, auch bekannt als „die Stimme Hawaiis“) entstammte einer musikalischen Familie; sein Onkel Moe Keale war eine Musiklegende Hawaiis. Er begann als Elfjähriger, nach dem Umzug seiner Eltern nach Mākaha, gemeinsam mit seinem älteren Bruder Skippy (1957–1982) Musik zu machen. Neben dem Gesang spielte Kamakawiwoʻole Ukulele und gründete als 15-Jähriger gemeinsam mit seinem Bruder Skippy, Jerome Koko, Moon Kauakahi und John Koko die Gruppe The Mākaha Sons of Niʻihau, die im Verlaufe von 15 Jahren neun Alben herausbrachte und mehrfach den Nā Hōkū Hanohano award verliehen bekam.
Anfang der 1990er-Jahre verließ Kamakawiwoʻole die Sons und startete eine Solokarriere. Er wurde auch außerhalb Hawaiis berühmt, als sein Album Facing Future 1993 veröffentlicht wurde. Insgesamt wurden sechs Alben mit ihm als Solisten veröffentlicht.
Mit seinem 1990 erstmals veröffentlichten Medley Somewhere over the Rainbow / What a Wonderful World, das sich aus den Liedern Over the Rainbow und What a Wonderful World zusammensetzt, erlangte er vor allem Ende der 2000er-Jahre internationale Aufmerksamkeit. Der Titel wurde häufig in Soundtracks zu Kinofilmen und Fernsehserien wie Emergency Room, Forrester – Gefunden!, Rendezvous mit Joe Black, Scrubs, 50 erste Dates oder Pasadena verwendet. In Deutschland erreichte die Single die Chartspitze der Single-Jahrescharts 2010 und wurde 2011 mit dem Echo Pop in der Kategorie „Hit des Jahres“ ausgezeichnet.
Neben seiner Musik setzte Kamakawiwoʻole sich sehr für die Belange der Menschen Hawaiis, die Bewahrung hawaiischer Kultur und der Natur ein. Auch die hawaiische Sprache (hawaiisch Ōlelo Hawaiʻi) lag ihm sehr am Herzen und so hat er, oft schon durch seine Lieder, einen großen Anteil an der Erhaltung und Wiederbelebung dieser fast ausgestorbenen Sprache der Ureinwohner von Hawaii. Daneben engagierte er sich für die Unabhängigkeit Hawaiis. Seine Bemühungen um eine Unabhängigkeit Hawaiis und die Rechte der hawaiischen Ureinwohner finden sich auch in den Texten mancher seiner Lieder, beispielsweise im Titel Hawai’i ‘78, in dem er zur Achtung der hawaiischen Kultur aufruft und die Zerstörung der Natur kritisiert.
Mit dem Fortschreiten seiner Adipositas war es ihm nicht mehr möglich, seine Werke auf der Ukulele zu spielen. Aufgrund dessen fertigte ihm ein hawaiischer Gitarrenbauer ein Einzelstück an, welches ungefähr die Maße einer für Kinder geeigneten Gitarre hatte, jedoch die wesentlichen Klangelemente der Ukulele besaß.
Kamakawiwoʻole wurde 38 Jahre alt. Er starb am 26. Juni 1997 nach mehreren Krankenhausaufenthalten an Atemnot, bedingt durch seine krankhafte Fettsucht (zwischenzeitlich kam er auf ein Gewicht von 343 kg, bei einer Körpergröße von 1,88 m entspricht das einem Body-Mass-Index von 97). Er hinterließ seine Frau Marlene Kamakawiwoʻole und die gemeinsame Tochter Ceslie-Ann „Wehi“.
Nach dem Tod des äußerst populären Hawaiiers, der in seiner Heimat The Gentle Giant („Der sanfte Riese“) genannt wurde, ordnete die Regierung Staatstrauer an. Er war erst der dritte Hawaiier (und erste Nichtpolitiker), dem die Ehre zuteilwurde, dass sein Sarg im Hawaii State Capitol Building aufgebahrt wurde. Bei der Trauerfeier am 10. Juli 1997 waren über 10.000 Gäste anwesend. Als zwei Tage später, am 12. Juli 1997, seine Asche ins Meer gestreut wurde, versammelten sich tausende Menschen am Strand und schwammen oder ruderten mit kleinen Booten oder auf Surfbrettern aufs Wasser, um ihm die letzte Ehre zu erweisen. Am 20. September 2003 wurde auf seiner Geburtsinsel Oʻahu in Anwesenheit seiner Witwe Marlene Kamakawiwoʻole eine Bronzestatue von ihm eingeweiht.

## Diskografie

### Alben mit denMākaha Sons of Niʻihau
- 1976: No Kristo
- 1977: Kahea o Keale
- 1978: Keala
- 1979: Mākaha Sons of Niʻihau
- 1981: Mahalo Ke Akua
- 1984: Puana Hou Me Ke Aloha
- 1986: Hoʻola
- 1991: Makaha Bash 3 Live
- 1992: Hoʻoluana

### Soloalben
| Jahr | Titel                                       | Höchstplatzierung, Gesamtwochen, AuszeichnungChartplatzierungen (Jahr, Titel, Platzierungen, Wochen, Auszeichnungen, Anmerkungen) | Höchstplatzierung, Gesamtwochen, AuszeichnungChartplatzierungen (Jahr, Titel, Platzierungen, Wochen, Auszeichnungen, Anmerkungen) | Höchstplatzierung, Gesamtwochen, AuszeichnungChartplatzierungen (Jahr, Titel, Platzierungen, Wochen, Auszeichnungen, Anmerkungen) | Höchstplatzierung, Gesamtwochen, AuszeichnungChartplatzierungen (Jahr, Titel, Platzierungen, Wochen, Auszeichnungen, Anmerkungen) | Höchstplatzierung, Gesamtwochen, AuszeichnungChartplatzierungen (Jahr, Titel, Platzierungen, Wochen, Auszeichnungen, Anmerkungen) | Anmerkungen                                                  |
| Jahr | Titel                                       | DE | AT | CH | UK | US | Anmerkungen                                                  |
| ---- | ------------------------------------------- | --- | --- | --- | --- | --- | ------------------------------------------------------------ |
| 1990 | Kaʻanoʻi                                    | — | — | — | — | — | Erstveröffentlichung: 23. November 1990                      |
| 1993 | Over the Rainbow                            | — | — | — | UK28 (2 Wo.)UK | — |                                                              |
| 1993 | Facing Future                               | DE8 Platin · (44 Wo.)DE | AT19 (22 Wo.)AT | CH14 Gold · (20 Wo.)CH | — | US— PlatinUS | Erstveröffentlichung: 1. November 1993 Verkäufe: + 1.515.000 |
| 1995 | E Ala E                                     | — | — | — | — | — | Erstveröffentlichung: 14. März 1995                          |
| 1996 | N Dis Life                                  | — | — | — | — | — | Erstveröffentlichung: 20. Dezember 1996                      |
| 2000 | Iz in Concert                               | — | — | — | — | — | Livealbum                                                    |
| 2001 | Alone in Iz World                           | — | — | CH45 (7 Wo.)CH | — | US135 Gold · (5 Wo.)US | Erstveröffentlichung: 18. September 2001 Verkäufe: + 882.500 |
| 2007 | Wonderful World                             | — | — | — | — | US44 (6 Wo.)US | Erstveröffentlichung: 26. Juni 2007                          |
| 2008 | Unforgettable                               | — | — | — | — | — | Remixalbum                                                   |
| 2011 | The Best of IZ – Somewhere over the Rainbow | DE58 (5 Wo.)DE | AT21 (8 Wo.)AT | CH12 (12 Wo.)CH | — | — | Kompilation                                                  |

### Singles
| Jahr | Titel Album                                                       | Höchstplatzierung, Gesamtwochen, AuszeichnungChartplatzierungen (Jahr, Titel, Album, Platzierungen, Wochen, Auszeichnungen, Anmerkungen) | Höchstplatzierung, Gesamtwochen, AuszeichnungChartplatzierungen (Jahr, Titel, Album, Platzierungen, Wochen, Auszeichnungen, Anmerkungen) | Höchstplatzierung, Gesamtwochen, AuszeichnungChartplatzierungen (Jahr, Titel, Album, Platzierungen, Wochen, Auszeichnungen, Anmerkungen) | Höchstplatzierung, Gesamtwochen, AuszeichnungChartplatzierungen (Jahr, Titel, Album, Platzierungen, Wochen, Auszeichnungen, Anmerkungen) | Höchstplatzierung, Gesamtwochen, AuszeichnungChartplatzierungen (Jahr, Titel, Album, Platzierungen, Wochen, Auszeichnungen, Anmerkungen) | Anmerkungen                                                                               |
| Jahr | Titel Album                                                       | DE | AT | CH | UK | US | Anmerkungen                                                                               |
| ---- | ----------------------------------------------------------------- | --- | --- | --- | --- | --- | ----------------------------------------------------------------------------------------- |
| 2005 | Somewhere over the Rainbow / What a Wonderful World Facing Future | DE1 ×2Doppelplatin · (61 Wo.)DE | AT4 Platin · (54 Wo.)AT | CH3 ×2Doppelplatin · (68 Wo.)CH | UK44 Platin · (7 Wo.)UK | US— PlatinUS | Erstveröffentlichung: 2005 Verkäufe: + 5.680.000                                          |
| 2021 | Somewhere over the Rainbow / What a Wonderful World Pink          | DE82 (3 Wo.)DE | — | — | — | — | Erstveröffentlichung: 9. Juli 2021 Robin Schulz feat. Alle Farben & Israel Kamakawiwoʻole |

## Auszeichnungen für Musikverkäufe
| Goldene Schallplatte - Belgien - 2011: für das Album Alone in Iz World - 2011: für die Single Somewhere over the Rainbow / What a Wonderful World - Dänemark - 2009: für die Single Somewhere over the Rainbow / What a Wonderful World - Neuseeland - 2011: für die Single Somewhere over the Rainbow / What a Wonderful World - 2023: für das Album Alone in Iz World | Platin-Schallplatte - Italien - 2023: für die Single Somewhere over the Rainbow / What a Wonderful World - Spanien - 2024: für die Single Somewhere over the Rainbow / What a Wonderful World 3× Platin-Schallplatte - Frankreich - 2011: für das Album Alone in Iz World 4× Platin-Schallplatte - Portugal - 2011: für das Album Alone in Iz World |

Anmerkung: Auszeichnungen in Ländern aus den Charttabellen bzw. Chartboxen sind in ebendiesen zu finden.
| Land/RegionAuszeichnungen für Musikverkäufe (Land/Region, Auszeichnungen, Verkäufe, Quellen) | Gold     | Platin       | Verkäufe  | Quellen               |
| -------------------------------------------------------------------------------------------- | -------- | ------------ | --------- | --------------------- |
| Belgien (BRMA)                                                                               | Gold1    | Platin1      | 45.000    | ultratop.be           |
| Dänemark (IFPI)                                                                              | Gold1    | —            | 7.500     | ifpi.dk               |
| Deutschland (BVMI)                                                                           | —        | 3× Platin3   | 1.100.000 | musikindustrie.de     |
| Frankreich (SNEP)                                                                            | —        | 3× Platin3   | 300.000   | infodisc.fr           |
| Italien (FIMI)                                                                               | —        | Platin1      | 100.000   | fimi.it               |
| Neuseeland (RMNZ)                                                                            | 2× Gold2 | —            | 15.000    | radioscope.net.nz NZ2 |
| Österreich (IFPI)                                                                            | —        | Platin1      | 30.000    | ifpi.at               |
| Portugal (AFP)                                                                               | —        | 4× Platin4   | 60.000    | Einzelnachweise       |
| Schweiz (IFPI)                                                                               | Gold1    | 2× Platin2   | 75.000    | hitparade.ch          |
| Spanien (Promusicae)                                                                         | —        | Platin1      | 60.000    | elportaldemusica.es   |
| Vereinigte Staaten (RIAA)                                                                    | Gold1    | 2× Platin2   | 5.700.000 | riaa.com              |
| Vereinigtes Königreich (BPI)                                                                 | —        | Platin1      | 600.000   | bpi.co.uk             |
| Insgesamt                                                                                    | 6× Gold6 | 19× Platin19 |           |                       |

## Ehrungen
- Echo Pop: 2011 in der Kategorie „Hit des Jahres (national oder international)“ für Somewhere over the Rainbow / What a Wonderful World (posthum)[5]
- Anlässlich seines 61. Geburtstages am 20. Mai 2020 wurde Kamakawiwoʻole posthum ein Google Doodle gewidmet.[10]
- Der US-amerikanische Gitarren- und Ukulele-Hersteller C. F. Martin & Co. widmete Kamakawiwo‘ole posthum eine Signatur-Ukulele, die „Martin 1T IZ Tenor Ukulele“. Das Papierlabel im Innern des Instruments wurde von seiner Witwe signiert.[11]